# کولونا (کومونه)
کولونا (به ایتالیایی: Colonna) یک کومونه در ایتالیا است که در استان رم واقع شده‌است. کولونا ۳٫۵ کیلومتر مربع مساحت و ۴٬۲۹۰ نفر جمعیت دارد و ۳۴۳ متر بالاتر از سطح دریا واقع شده‌است.

## خواهرخوانده
شهر La Planche خواهرخواندهٔ کولونا (کومونه) هست.